# Come nacque il nostro amore
Come nacque il nostro amore (Mother Wore Tights) è un film del 1947 diretto da Walter Lang.
È un musical statunitense con Betty Grable e Dan Dailey. È basato sul romanzo del 1944 Mother Wore Tights di Miriam Young.

## Produzione
Il film, diretto da Walter Lang su una sceneggiatura di Lamar Trotti e un soggetto di Miriam Young (autrice del romanzo), fu prodotto da Trotti per la 20th Century Fox e girato nei 20th Century Fox Studios a Century City, Los Angeles, California, da metà ottobre 1946 a metà gennaio 1947.

## Distribuzione
Il film fu distribuito con il titolo Mother Wore Tights negli Stati Uniti nel settembre del 1947 (première a New York il 20 agosto) al cinema dalla 20th Century Fox.
Altre distribuzioni:
- in Svezia il 17 novembre 1947 (Skandal efter noter)
- in Australia il 26 febbraio 1948
- in Francia il 13 maggio 1949 (Maman était new-look)
- in Portogallo il 20 giugno 1949 (Sempre nos Teus Braços)
- nei Paesi Bassi il 16 settembre 1949 (Moeder was Actrice)
- in Austria l'8 aprile 1950 (Die Betty vom Variete)
- in Finlandia il 17 ottobre 1952 (Kevytmielinen äitini)
- in Spagna il 6 luglio 1953 (Siempre en tus brazos)
- in Germania il 22 febbraio 1991 (in TV)
- in Italia (Come nacque il nostro amore)
- in Belgio (Maman était vedette)
- in Brasile (...E os Anos Passaram)
- in Brasile (E os Anos Se Passam)
- in Germania (Die reizendsten Eltern der Welt)
- in Germania (Es begann in Schneiders Opernhaus)
- in Grecia (Panta stin angalia sou)

## Critica
Secondo il Morandini il film è una "commedia musicale garbata" che appare forse un po' troppo sdolcinata per quanto riguarda l'ambiente familiare.

## Promozione
La tagline è: In our family dad wore the pants but... Mother Wore Tights [Australia Theatrical].

## Riconoscimenti
- Oscar alle musiche di Alfred Newman